# Богдан Югович Хайнц
Богдан Югович Хайнц, наричан войвода Богдан (на сръбски: Богдан Југовић Хајнц или Bogdan Jugović Hajnc), e сръбски войвода на чета на сръбската въоръжена пропаганда, действала в Северна Македония.

## Биография
Роден е през 1882 година в град Валево в семейството на поляк емигрант. В 1899 година постъпва във военно училище, завършва през 1901 година и е произведен в чин подпоручик от пехотата. Става войвода на сръбската пропаганда и действа в Кумановско.
На 30 май 1905 година четата на Югович и Боривое Йованович (войвода Брана) е обградена от османски войски в село Петралица. След еднодневно сражение загиват двамата войводи и всички четници с изключение на един.
В 1923 година в Петралица е издигнат паметник на мястото на сражението, а в 1925 година втори в петраличката църква.